# Havelock (Carolina del Norte)
Havelock es una ciudad ubicada en el condado de Craven en el estado estadounidense de Carolina del Norte. La localidad en el año 2000, tenía una población de 22.442 habitantes en una superficie de 45.5 km², con una densidad poblacional de 518.5 personas por km².

## Geografía
Havelock se encuentra ubicada en las coordenadas 34°52′58″N 76°54′33″O / 34.88278, -76.90917. Según la Oficina del Censo, la localidad tiene un área total de 45,5 km² (17,6 mi²), de la cual 43,3 km² (16,7 mi²) es tierra y 2,2 km² (0,8 mi²) (4.89%) es agua.

### Localidades adyacentes
El siguiente diagrama muestra a las localidades en un radio de 24 kilómetros (14,9 mi) de Havelock.